# Bussy-Lettrée
Bussy-Lettrée is een gemeente in het Franse departement Marne (regio Grand Est) en telt 272 inwoners (2004). De plaats maakt deel uit van het arrondissement Châlons-en-Champagne.

## Geografie
De oppervlakte van Bussy-Lettrée bedraagt 33,3 km², de bevolkingsdichtheid is 8,2 inwoners per km².
De onderstaande kaart toont de ligging van Bussy-Lettrée met de belangrijkste infrastructuur en aangrenzende gemeenten.

## Demografie
Onderstaande figuur toont het verloop van het inwonertal (bron: INSEE-tellingen).